# Donatello Dubini
Donatello Dubini, né à Zurich le 19 juillet 1955 et mort à Cologne le 26 mars 2011, est un cinéaste et réalisateur suisse d'origine italienne. Il a produit ses films en étroite collaboration avec son frère Fosco Dubini.

## Biographie
Dubini a étudié à l'Académie du Cinéma de Vienne (1975-1977). Il poursuivit ses études à l'Université de Cologne. Son travail de Master était consacré au réalisateur de documentaires suisse Richard Dindo.
Son premier documentaire (Gösgen), réalisé en 1978 en collaboration avec son frère Fosco, est un film sur le mouvement populaire contre la centrale nucléaire de Gösgen. Il produit ensuite les documentaires sur la disparition mystérieuse du physicien italien Ettore Majorana, sur l'espion atomique Klaus Fuchs et sur le roi bavarois Ludwig II (Louis II de Bavière).
Les frères Dubini se sont intéressés plus tard aux milieux cinématographiques et artistiques. Les documentaires sur l'actrice Jean Seberg, le romancier Thomas Pynchon et l'actrice Hedy Lamarr ont été réalisés pendant cette période.
En 2001 Dubini réalisa un film sur le récit de voyage de Annemarie Schwarzenbach avec Ella Maillart, intitulé Le Voyage au Kafiristan.
Son dernier film (Le gros héritage), consacré à l'histoire personnelle de la famille Dubini, a été présenté aux 46èmes Journées cinématographiques de Soleure. Le film débute par une chasse au trésor à la recherche de monnaies d'argent et d'or cachées dans une maison incendiée (la maison de leurs grands-parents) et termine par une étude sociologique et anthropologique d'une famille d'immigrés italiens dans un petit village du Tessin (Lodrino).
L'histoire est racontée du point de vue de la génération des petits-enfants (les frères Dubini) qui ont grandi à Zurich et connaissent le village de leurs parents pour y avoir passé les vacances, et le village d'origine (Minoprio) de leurs grands-parents d'après les récits entendus. Un film sur l'immigration italienne en Suisse, l'intégration économique réussie mais aussi la méfiance de la population indigène.
Dubini a été membre fondateur de la Maison du Cinéma de Cologne et membre de l'Initiative pour la promotion et la distribution de films "Der Andere Blick".

## Filmographie
- 1978 : Gösgen - Un film sur le mouvement populaire contre la centrale nucléaire de Gösgen
- 1986 : Das Verschwinden des Ettore Majorana
- 1993 : Ludwig 1881
- 1995 : Jean Seberg, portrait d'une actrice
- 2001 : Thomas Pynchon: A Journey Into the Mind of P.
- 2001 : Le voyage au Kafiristan
- 2005 : Hedy Lamarr: Secrets of a Hollywood Star
- 2011 : Die große Erbschaft

## Récompenses
- 1987 : Prix d'encouragement de l'État de la Rhénanie-du-Nord-Westphalie pour jeunes artistes
- 1990 : prix cinématographique de la Bavière, ensemble avec son frère Fosco Dubini